# Hugues Cosaert
Hugues Cosaert, né le 31 août 1957 à Deerlijk, est un coureur cycliste belge, actif de 1973 à 1979.

## Palmarès
- 1973
  -  Champion de Belgique sur route débutants
- 1975
  - 2e du Championnat de Belgique de poursuite sur piste juniors
  - 3e du Championnat de Belgique de poursuite sur piste par équipe amateurs
- 1976
  - Tour des Flandres juniors
- 1978
  - Circuit du Port de Dunkerque
  - 2e du Tour de Wallonie
  - 3e du Chrono Madeleinois
- 1979
  - 2e du Chrono Madeleinois